# Nurima Ribeiro Alkatiri

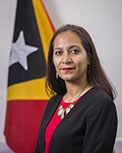
Nurima Ribeiro Alkatiri (2017)

Nurima Ribeiro Alkatiri (* 1. Februar 1982 in Maputo, Mosambik) ist eine Politikerin aus Osttimor und Mitglied der Partei FRETILIN.

## Familie
Alkatiri ist die Tochter von Premierminister Marí Alkatiri und der ehemaligen Botschafterin Marina Ribeiro Alkatiri. Sie hat zwei jüngere Brüder und selbst zwei Kinder. Die Familie der Alkatiri sind die Nachkommen von arabischen Einwanderern aus dem Hadramaut im 19. Jahrhundert nach Timor kamen.

## Werdegang
Alkatiri wurde in Mosambik geboren, wo ihre Eltern nach der Invasion Indonesiens in Osttimor 1975 Zuflucht fanden. Sie besuchte in Maputo die Grundschule 03 de Fevereiro und die Sekundarstufe des Colégio Delta. An der Charles Darwin University im australischen Darwin studierte sie von 2002 bis 2004 Umweltwissenschaften und erhielt einen Bachelor-Titel. Von 2004 bis 2005 arbeitete Alkatiri als nationale Koordinatorin im Arafura and Timor Seas Agency Experts Forum (ATSEF). Von 2007 bis 2009 folgte ein Studium in Sozialwissenschaften in Melbourne. Parallel arbeitete Alkatiri in der technischen Verwaltung der Timor Sea Designated Authority (TSDA). In der nationalen Abteilung für Action Programmed Adaptation (NAPA) arbeitete sie von 2009 bis 2010 beim Entwicklungsprogramm der Vereinten Nationen und von 2012 bis 2015 in der Botschaft Australiens in Osttimor als Senior Gender Equality Program Coordinator, das gegen Gewalt gegen Frauen arbeitete. Seit 2015 engagierte Alkatiri sich in der FRETILIN. Bis 2017 absolvierte sie ein Masterstudium in Internationaler Entwicklungspolitik an der Universität Melbourne.
Alkatiri kandidierte in den Parlamentswahlen in Osttimor 2017 auf Listenplatz 29 der FRETILIN und verpasste zunächst den Einzug in das Nationalparlament Osttimors als Abgeordnete. Da mehrere gewählte Abgeordnete verfassungsgemäß auf ihren Sitz verzichteten, da sie Regierungsämter übernahmen, rückte Alkatiri in das Parlament nach.
Am 21. September 2017 wurde Alkatiri zur Sekretärin der parlamentarischen Kommission C für Öffentliche Finanzen gewählt. Ab September 2017 war sie zudem Delegierte der nationalen Gruppe des Nationalparlaments bei der parlamentarischen Versammlung der Gemeinschaft der Portugiesischsprachigen Länder (CPLP). Bei den Parlamentswahlen 2018 kandidierte Alkatiri nicht.
Bei den Parlamentswahlen 2023 kandidierte Alkatiri auf Platz 13 der Liste der FRETILIN und zog wieder in das Nationalparlament ein.